# Lijst van maçonnieke muziek
Maçonnieke muziek is muziek met thema's uit de vrijmetselarij of muziek die geschreven is door vrijmetselaren voor open loges. Onderstaande lijst bevat tevens composities die door de vrijmetselarij zijn geïnspireerd, zonder ooit te zijn bedoeld voor uitvoering in open loge.
Hier volgt een (onvolledige) lijst van maçonnieke of daarmee verwante muziek van componisten die op Wikipedia voorkomt. De lijst is alfabetisch geordend op componist.

## Albumafbeeldingen
Op albumhoezen komt regelmatig vrijmetselaarssymboliek voor, zoals  Eye in the Sky en The Turn of a Friendly Card van The Alan Parsons Project. Meestal heeft de muziek van die albums, ook van deze groep, niets met vrijmetselarij te maken. Ultravox gebruikte vrijmetselaarssymboliek op de platenhoes van de single uit 1982. Maar ook dat lied kent geen connecties met de vrijmetselarij.

## Ludwig van Beethoven
- Ode an die Freude

## Robert Burns
- Auld Lang Syne
- The Days of Yore

## Dream Theater
- A Rite of Passage, Black Clouds & Silver Linings

## Freestone
- Brotherhood of men
- Children of the widow
- Documentum intellige
- Out of the dark
- Pathway on my own
- Masonry dissected
- Seven step staircase
- The ancient of days
- The temple of humanity
- Tracing to the west
- Turn the key
- Walking through this sacred place

## Joseph Haydn
- Die Schöpfung

## Michele Moramarco
- Masonic Ritual Rhapsody (2008)
- Masonic Guitar Suite [Ode To the Holy Innocents; Ars Quatuor Coronatorum; Now Swete Lady Pray For Me] (2013)

## Wolfgang Amadeus Mozart
- Die Zauberflöte, KV.620 (opera)

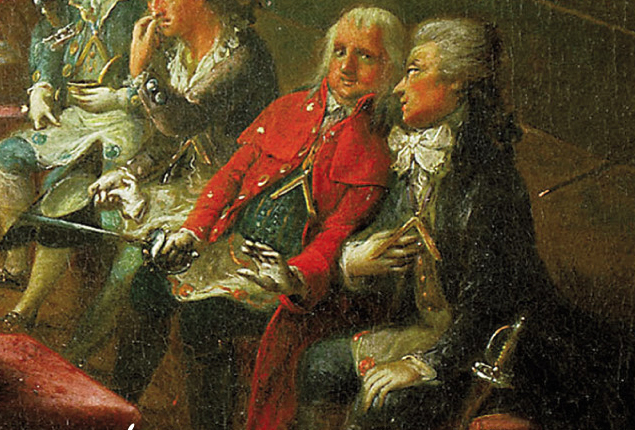
Mozart en Schikaneder tijdens een inwijding in de vrijmetselarij

- Cantate voor tenoren [2], bas, blazers [6], strijkers [4] en b.c. KV.429, Dir, Seele des Weltalls
- Adagio voor bassethoorns [2] en fagot KV.410 in F gr.t.
- Adagio voor klarinetten [2] en bassethoorns [3] KV.411
- Lied zur Gesellenreise KV.468
- Lied voor koor en orgel KV.483, Zerfliesset heut', geliebte Bruder
- Lied voor koor en orgel KV.484, Ihr unsre neuen Leiter
- Cantate voor tenor, mannenkoor, blazers [5] en strijkers [4] KV.471, Die Maurerfreude
- Maurerische Trauermusik KV.477 (KV.479a)
- Cantate voor zangstem en piano KV.619, Kleine deutsche Kantate: Die ihr des unermesslichen Weltalls
- Adagio en fuga voor violen [2], altviool en cello KV.546 in c kl.t.
- Lobegesang auf die feierliche Johannisloge KV.148 (KV.125h), O heiliges Band der Freundschaft
- Cantate voor tenoren [2], bas, blazers [5] en strijkers [4] KV.623, Freimaurerkantate

## Willem Pijper
- Zes Adagios (1940) (Het manuscript van de Zes Adagios uit 1940 bevindt zich in het Cultureel Maçonniek Centrum 'Prins Frederik' in Den Haag).

## Jean Sibelius
- Adagio
- Finlandia Hymn
- Musique religieuse Op. 113
- How fair an earth and loving
- Hymn: Praise Thy holy name on high
- Hymn: Through gung leaves
- Marche funèbre
- Ode to fraternity: Good and pleasant, o ye brethren
- Ode: the lofty heaven and widespread earth
- Onward, ye brethren
- Thoughts be our comfort
- Who ne'er hath blent his bread with tears
- Whosoever hath a love of justice

## John Philip Sousa
- Nobles of the Mystic Shrine
- The Thunderer
- The Crusader
- The March of the Mitten Men (Power and Glory)
- Foshay Tower Washington Memorial